# Lang Jeffries
Lang Jeffries (Toronto, 7 giugno 1930 – Huntington Beach, 12 febbraio 1987) è stato un attore canadese.

## Biografia
Cresciuto in Michigan, servì l'esercito americano durante la guerra di Corea e prese parte alla battaglia di Incheon. Tra il 1958 e il 1960 recitò nella serie Rescue 8, che lanciò la sua carriera. Nel 1960 arrivò in Italia per recitare in La rivolta degli schiavi di Nunzio Malasomma, e da lì per circa un decennio fu una star del cinema italiano ed europeo di genere, particolarmente attivo nel peplum e nell'eurospy.
Morì nel 1987 a 56 anni di tumore.

## Vita privata
Tra il 1960 e il 1962 fu sposato con l'attrice Rhonda Fleming. In seguito fu brevemente sposato con Abigail "Gail" Harris, ex-moglie di John Paul Getty Jr. e madre di Paul Getty III.

## Filmografia parziale

### Cinema
- La rivolta degli schiavi, regia di Nunzio Malasomma (1960)
- Solo contro Roma, regia di Luciano Ricci (1962)
- Una spada per l'impero, regia di Sergio Grieco (1964)
- L'incendio di Roma, regia di Guido Malatesta (1964)
- Cleopazza, regia di Carlo Moscovini (1964)
- L'affare Beckett, regia di Osvaldo Civirani (1966)
- Le spie uccidono in silenzio, regia di Mario Caiano (1966)
- Agente X 1-7 operazione Oceano, regia di Amerigo Anton (1965)
- Il nostro agente a Casablanca, regia di Tulio Demicheli (1966)
- Cifrato speciale, regia di Pino Mercanti (1966)
- Mark Donen - Agente Zeta 7, regia di Giancarlo Romitelli (1966)
- Moresque - Obiettivo allucinante, regia di Riccardo Freda (1967)
- A suon di lupara, regia di Luigi Petrini (1967)
- ...4..3..2..1...morte, regia di Primo Zeglio (1967)
- La calata dei barbari (Kampf um Rom), regia di Robert Siodmak (1968)
- Requiem per un gringo, regia di José Luis Merino (1968)
- Le Mans - Scorciatoia per l'inferno, regia di Osvaldo Civirani (1970)

### Televisione
- Ripcord – serie TV, episodio 1x31 (1962)

## Doppiatori italiani
- Pino Locchi in Le spie uccidono in silenzio, Agente X 1-7 operazione Oceano, Il nostro agente a Casablanca, A suon di lupara
- Sergio Rossi in Una spada per l'impero, L'incendio di Roma
- Silvano Tranquilli in Mark Donen - Agente zeta 7
- Giuseppe Rinaldi in ...4...3...2...1... morte
- Glauco Onorato in Requiem per un gringo
- Pino Colizzi in Le Mans - Scorciatoia per l'inferno
- Ferruccio Amendola in  La calata dei barbari